# Lachowice

Nieoficjalny herb wsi Lachowice

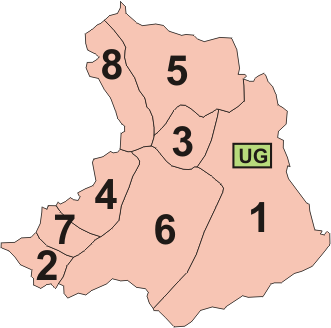
Lachowice (6.) na planie gminy Stryszawa

Lachowice – wieś w Polsce, położona w województwie małopolskim, w powiecie suskim, w gminie Stryszawa.
W latach 1954–1972 wieś należała i była siedzibą władz gromady Lachowice. W latach 1975–1998 wieś położona była w województwie bielskim.

## Położenie
Wieś położona jest na zachód od Suchej Beskidzkiej, na wysokości 400–450 m n.p.m. w dolinie potoku Lachówka (dopływ Stryszawki), oraz na zboczach dwóch pasm górskich. Od południowo-wschodniej strony są to zbocza Pasma Solnisk, północno-zachodnie zaś należą do Pasma Pewelskiego. Pod koniec 2010 r. we wsi zamieszkiwało 2101 osób. Przez Lachowice przebiega od 1884 r. linia kolejowa Sucha Beskidzka – Żywiec (fragment kolei transwersalnej). Obok Lachowic przebiega droga wojewódzka nr 946.

## Integralne części wsi
| przysiółki | Granica, Polanki |
| osady      | Krale, Laliki, Mączne, Zagrody (SIMC 0069470) |
| części wsi | Adamy, Banasie, Bogacze, Buczynka, Chrząszczówka, Elżbieciakówka, Gustawy, Kachlówka, Kalówka, Kapałów Potok, Karczówka, Karówka, Kotliny, Krzystki, Kubińce, Lasiki, Łaciaki, Mącznianka, Mizioły, Pająkówka, Pierchałówka, Pisiak, Rumiaków, Sobalówka, Sobańskie, Świerkoszówka, U Grzesicy, Wojtaszki, Zagrody (SIMC 0069428) |

## Historia

### Początki wsi
Historia Lachowic sięga przełomu XIII i XIV wieku, kiedy w rejon podbabiogórski napływała ludność dwoma głównymi szlakami: z północnego zachodu od Śląska, brzegiem Skawy i z północnego wschodu od Krakowa doliną Raby. Pierwszymi osadnikami byli Wołosi, którzy pojawili się w XVI wieku. Jednak dopiero w XVII wieku wieś została oficjalnie założona przez Piotra Komorowskiego, właściciela dóbr suskich. Połączona została z czterech osad: Kobylanki, Lubnicy, Lachowic i Mącznej. Lachowice oraz kilka sąsiednich wsi tworzyły tzw. państwo suskie, które przechodziło kolejno w ręce Wielopolskich, Branickich i Tarnowskich.
Pierwsza wzmianka o Kobylance, osadzie pasterskiej z przysiółka Mizioły (Lachowice Górne), pochodzi z 1598 roku. Od 1608 roku obecna jest nazwa Lubnicy, zajmującej polany dolnych Lachowic. Większość mieszkańców osiedliła się w Lachowicach, głównej części wsi. Po jej północnej stronie znajdowała się Mączna. Współczesna nazwa, używana od 1670 roku, wzięła się od napływowej ludności określanej jako „Lachowie”. Miejscowa ludność, poza rolnictwem i pasterstwem, trudniła się rzemiosłem rękodzielniczym, przeznaczonym na targi w pobliskich miejscowościach – Żywcu, Makowie i Suchej Beskidzkiej. Na przestrzeni XVIII wieku zajmowano się również folowaniem sukna w foluszach. W Lachowicach istniała mniejszość żydowska, której przedstawiciele byli właścicielami karczm. W XVII Anna z Lubomierza, która do 1726 kierowała majątkiem, utworzyła w Lachowicach folwark.
Z ksiąg sądowych gromad suskich z lat 1699–1757 pochodzą najstarsze znane nazwiska mieszkańców Lachowic: Banasik, Barzycak, Chrząszcz, Ćwiertnia, Dyduch, Grzesica, Gustof, Karcz, Kral, Krzystek, Lalik, Młyński, Pająk, Pochopień, Porzycki, Sikora, Sobański, Starczała, Ślusarczyk, Świerkosz, Targosz, Trzop, Wątroba.

### Zabór austriacki (1772–1914)
W 1834 roku wybudowano leśniczówkę. Parafia w Lachowicach powstała w 1841 roku. Lachowice były głównym miejscem oporu w państwie suskim podczas buntu chłopów w zachodniej Galicji w 1846. W latach 1846-1847 zmarło łącznie 492 mieszkańców Lachowic z powodu głodu, tyfusu i cholery. 16 grudnia 1884 została oddana do użytku linia kolejowa, przeprowadzona przez Lachowice.
Pod koniec XIX wieku wybudowano pierwsze murowane domy. W Lachowicach Dolnych utworzono 3-klasową szkołę, a szkołę powszechną usytuowano w Lachowicach Górnych. Budynek był drewniany i składał się z jednej sali lekcyjnej i trzech mieszkań. W ostatnich latach XIX wieku okoliczni mieszkańcy zajęli się zabawkarstwem, które pełniło rolę dodatkowego zarobku. Drewniane wyroby trafiały do krakowskich Sukiennic, Poznania i na Kresy Wschodnie. Najbardziej znaną rodziną twórców byli Balcerowie, u których tradycja strugania zabawek przetrwała do czasów współczesnych.
Według stanu z 31 grudnia 1910, wieś liczyła 2314 mieszkańców, a właścicielem majątku ziemskiego był Władysław Michał Branicki.

### I wojna światowa (1914–1918)
Podczas I wojny światowej mieszkańcy Lachowic służyli w Armii Austro-Węgier. Żołnierzami pochodzącymi z Lachowic byli m.in.: Michał Borzycki, Antoni Drozdowski, Mieczysław Piszczek, Michał Gustof, Ignacy Świerkosz.
9 września 1914 Michał Świertnia z Lachowic, uznany winnym „zbrodni obrazy majestatu”, został skazany na karę śmierci. W listopadzie 1914 wojsko dokonało we wsi przymusowego wykupu siana i owsa, a legioniści stacjonujący w Suchej Beskidzkiej zarekwirowali krowy miejscowym rolnikom. Rząd Austro-Węgier ulokował w Lachowicach uchodźców wojennych ze wschodnich obszarów kraju, zajętych przez Rosjan. 15 i 16 kwietnia 1916 w wyniku śniegołomów i śniegowałów lasy w okolicy Lachowic uległy niemal całkowitemu zniszczeniu.
Na frontach I wojny światowej polegli następujący żołnierze z Lachowic: Jan Pająk (1917), Franciszek Świerkosz (1915), Władysław Świerkosz (1915). Ranni zostali: Michał Barczyski (1915), Józef Bielka (1915), Ludwik Dyduch (1915), Antoni Głuszek (1916), Ignacy Gustaw (1915), Szymon Gustaw (1915), Ludwik Kachel (1917), Wojciech Kapała (1916), Wincenty Kapała (1915), Jan Kapalosik (1915), Franciszek Lasik (1915), Wojciech Pająk (1915), Ludwik Pępek (1916), Antoni Sikora (1915), Jan Sobański (1915), Władysław Sobański (1915), Józef Świerkosz (1915), Wawrzyniec Świerkosz (1915), Jakub Zawora (1916). Pojmani zostali: Michał Baryczka (1917), Antoni Dyduch (1915), Władysław Dyduch (1916), Teofil Dyduch (1916), Antoni Rusin (1916), M. Targosz (1916), Johann Schlager (1915),

### Dwudziestolecie międzywojenne (1918–1939)
W 1918 Lachowice znalazły się w granicach niepodległej II Rzeczypospolitej. W okresie wielkiego kryzysu część mieszkańców wsi wyemigrowała do pracy za granicę, najczęściej do Stanów Zjednoczonych.
W ramach Ligi Popierania Turystyki we wsi zapewniono 60 miejsc noclegowych.

### II wojna światowa (1939–1945)
Po wybuchu II wojny światowej, niemiecka administracja wprowadziła tymczasową niemiecką nazwę wsi – Lachowitz. Ostatecznie wybrano nazwę Lachenwald. Pierwsze wysiedlenie mieszkańców Lachowic w ramach Aktion Saybusch odbyło się 26 września 1940. Wysiedlono wówczas „wszystkich, którzy mieszkali od Wincentego Pająka nad tartakiem aż do Teofila Pająka, włącznie, nad szkołą w Górnych Lachowicach”; łącznie 97 rodzin liczących 521 osób. Razem z mieszkańcami Stryszawy przewieziono ich do Suchej Beskidzkiej, następnie pociągiem do Łodzi, po czym rozproszono ich po różnych miejscowościach na terenie Generalnego Gubernatorstwa oraz III Rzeszy.
Drugie wysiedlenie miało miejsce w październiku 1940. Trzecie (ostatnie) wysiedlenie odbyło się 10 listopada 1940, kiedy wysiedlono 6 rodzin liczących 21 osób. 26 listopada 1940 do Lachowic sprowadzono 27 rodzin niemieckich osadników (123 osoby) z okolic Stryja, potem z Bukowiny i z Rumunii. Polacy pozostali w Lachowicach mieli obowiązek pracy u niemieckich osadników.
Opuszczone domy we wsi były wysadzane w powietrze, burzone, lub przerabiane na stajnie. Zniszczono 69 domów, uszkodzono 34, spalono 7. W obozie koncentracyjnym Auschwitz-Birkenau zginęło 3 mieszkańców Lachowic, 5 rozstrzelano, 3 zginęło na froncie, a 4 wywieziono na roboty przymusowe do Niemiec.

### Polska Ludowa (1945–1989)
Po zakończeniu II wojny światowej, część mieszkańców wyjechało z Lachowic w zamiarem osiedlenia się na Ziemiach Odzyskanych.

### III Rzeczpospolita (od 1989)
W 2001 po obfitych opadach deszczu doszło do rozległego osunięcia ziemi, które zniszczyło kilkanaście domostw. 15 kwietnia 2002 roku spłonął zabytkowy młyn w Lachowicach.

## Zabytki
Obiekt wpisany do rejestru zabytków nieruchomych województwa małopolskiego.
- Drewniany kościół św. Piotra i św. Pawła z otoczeniem, ogrodzenie z bramkami i starodrzew, dwie piwnice murowane oraz budynek organistówki.
Kościół z 1789 roku w Lachowicach reprezentuje typową dla tego obszaru Polski drewnianą architekturę sakralną, która nawiązuje swoim stylem do późnego średniowiecza, ale posiada także elementy barokowe. Wraz z dziewięcioma innymi drewnianymi kościołami południowej Polski został on zgłoszony do wpisania na listę światowego dziedzictwa kultury UNESCO, ale ostatecznie na listę wpisano tylko 6 najstarszych budowli[potrzebny przypis]. W 2003 roku kościół został laureatem nagrody Ministra Kultury na „Zabytek Zadbany”. Kościół znajduje się na Szlaku Architektury Drewnianej województwa małopolskiego.

## Inne zabytki
- Do historii przeszedł już zabytkowy młyn, wielokrotnie podpalany przez miejscowego szaleńca. Ostatnia jego próba okazała się skuteczna i mimo ogromnej akcji gaszenia prowadzonej przez miejscową ochotniczą straż pożarną, nie udało się go uratować[potrzebny przypis].
- Kilka drzew – pomników przyrody. Większość usytuowana jest w bezpośrednim sąsiedztwie kościoła.

## Wypoczynek
Lachowice stanowią dobry punkt wyjścia szlaków turystycznych w Beskid Żywiecki oraz Beskid Mały. Miejscowość posiada liczne chatki letniskowe, do których przyjeżdżają turyści by wypocząć w ciszy wśród gór. W Lachowicach znajduje się Chatka studencka SST „Pod Solniskiem”.

## Galeria

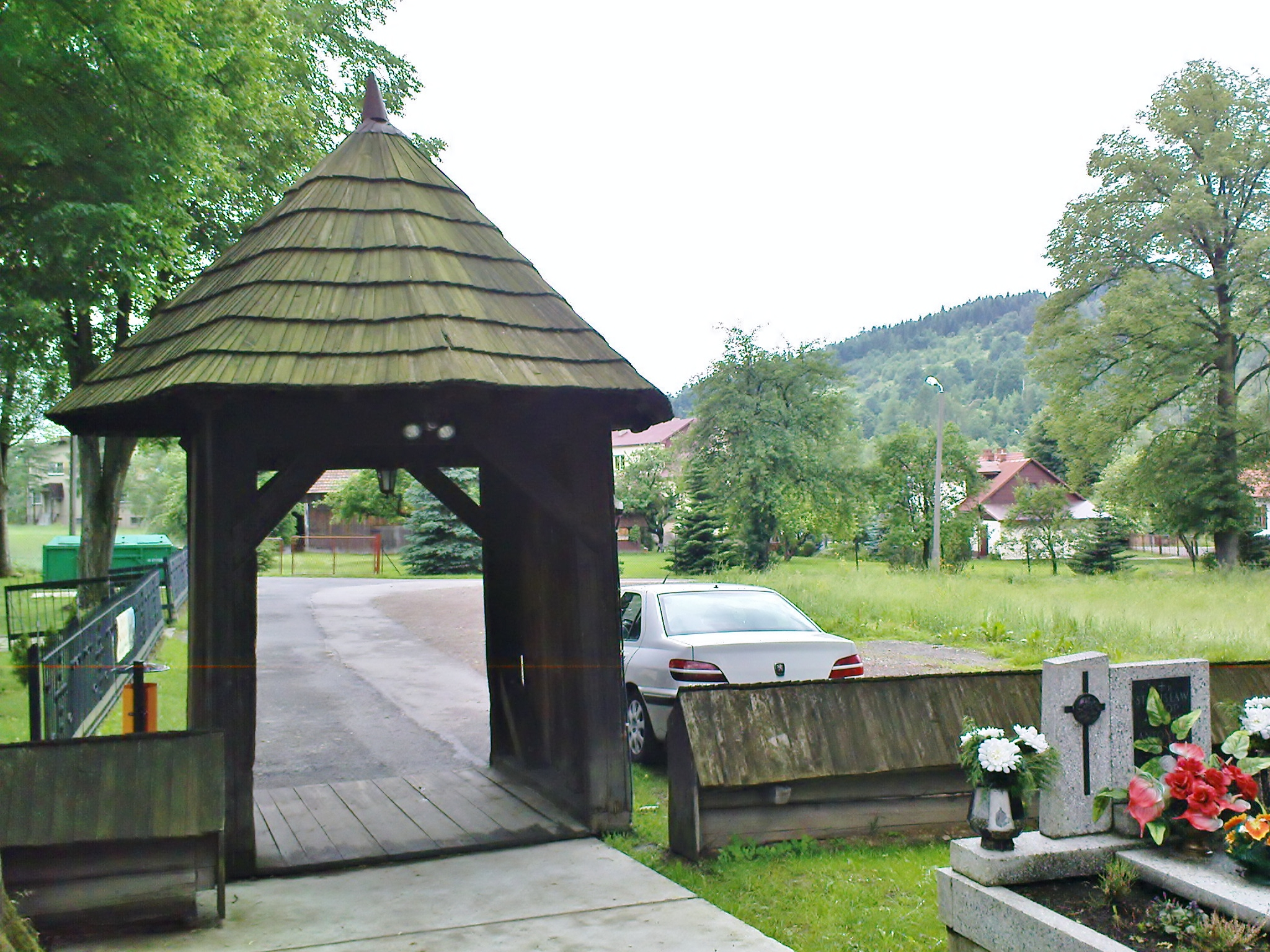
Brama na cmentarz
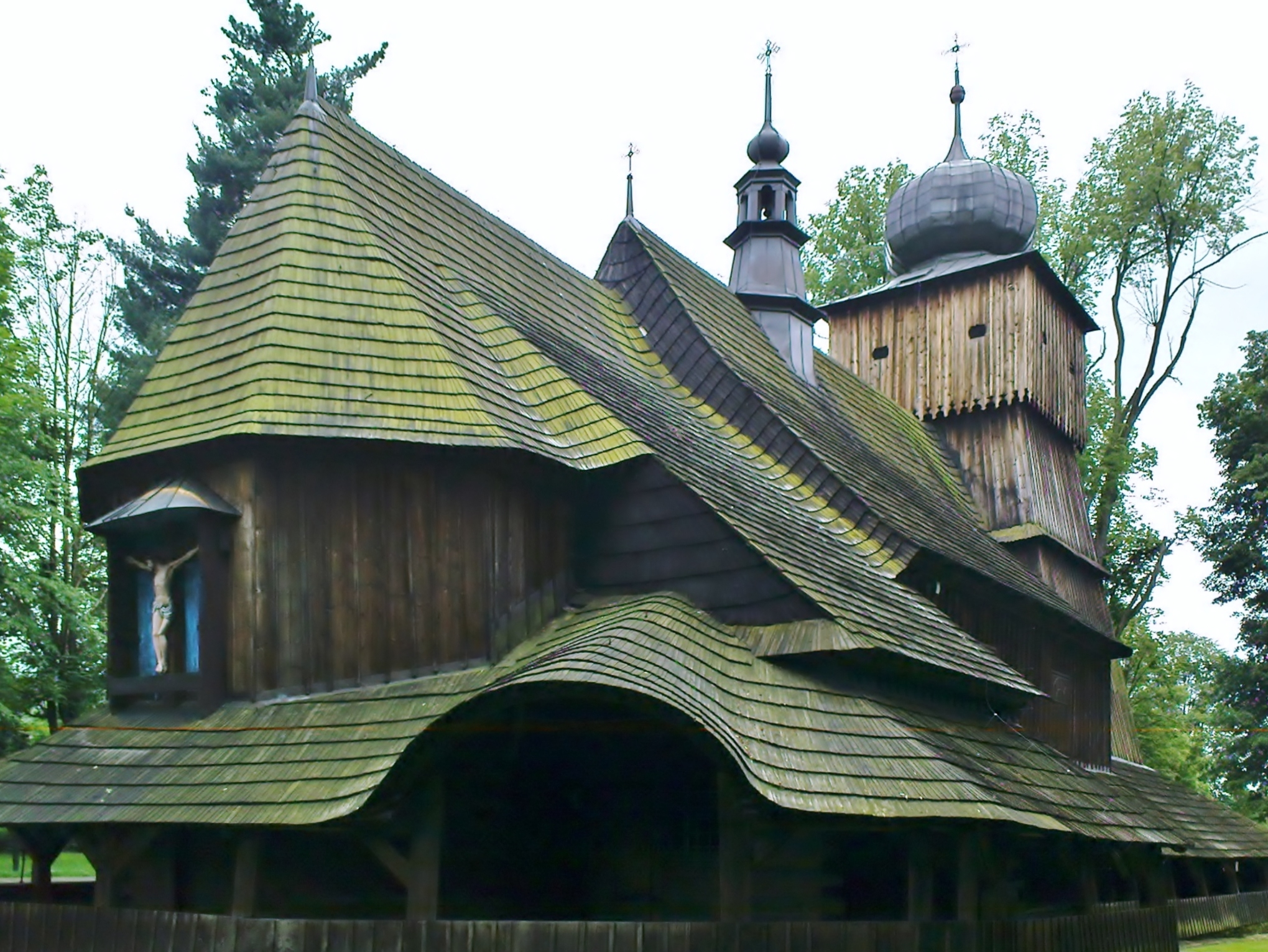
Kościół św. Piotra i św. Pawła
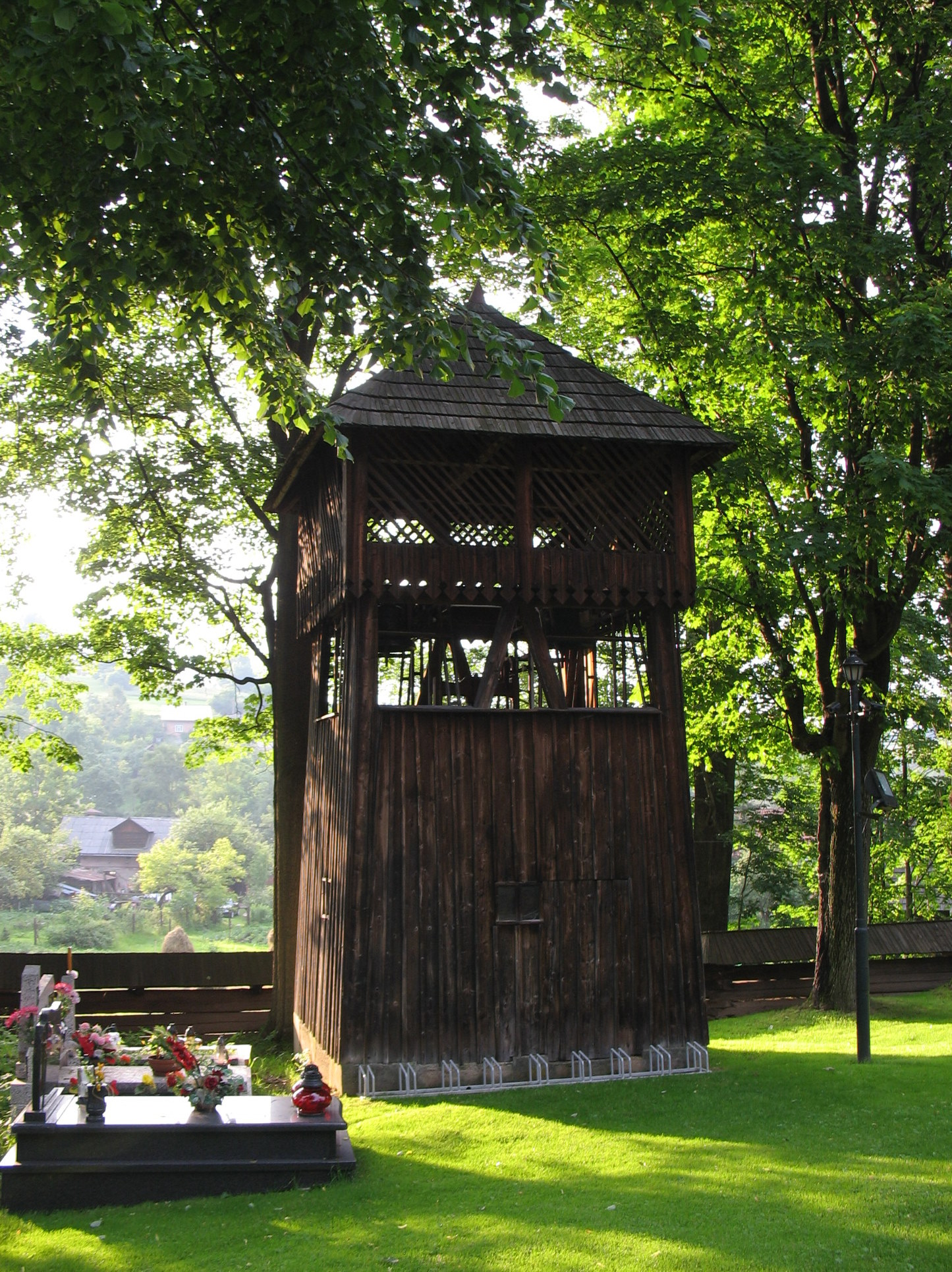
Dzwonnica przy cmentarzu
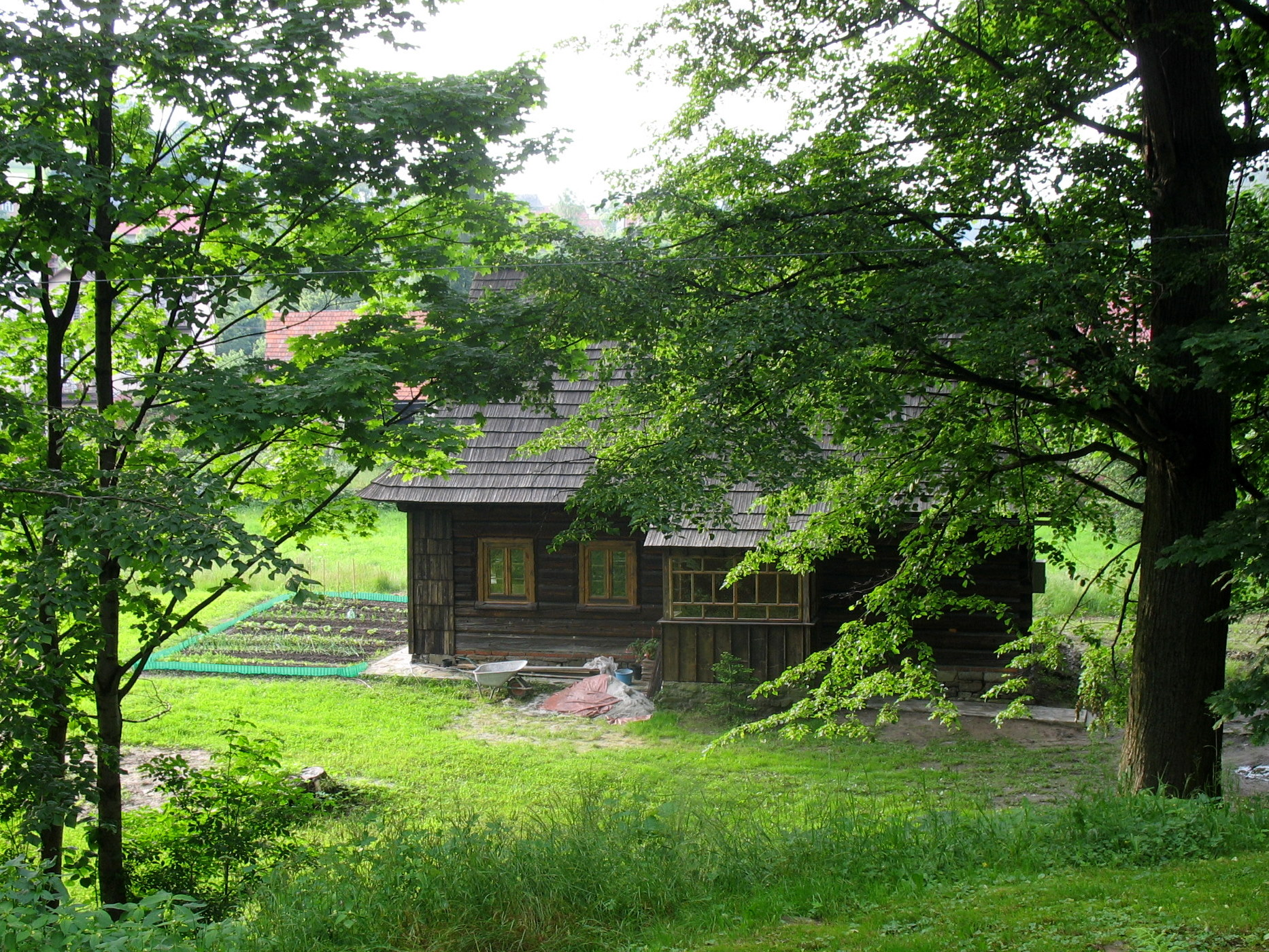
Organistówka przy kościele
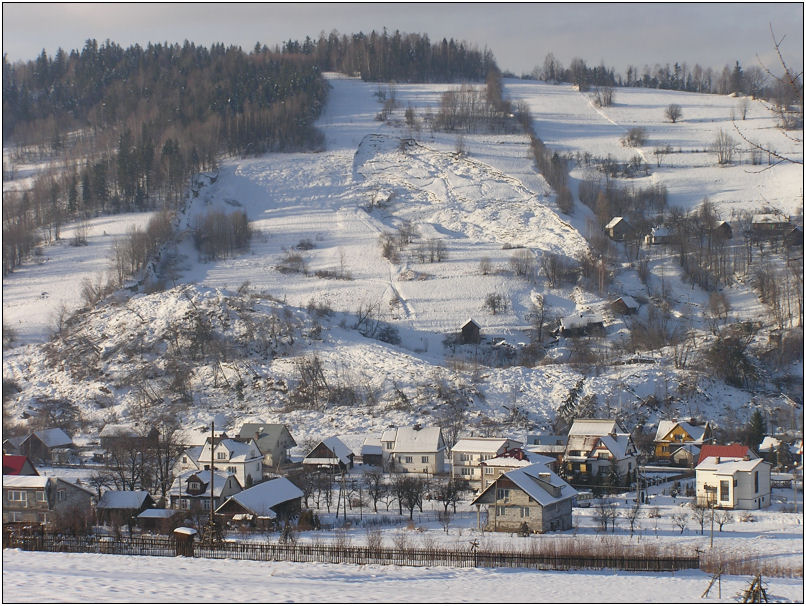
Osuwisko ziemi
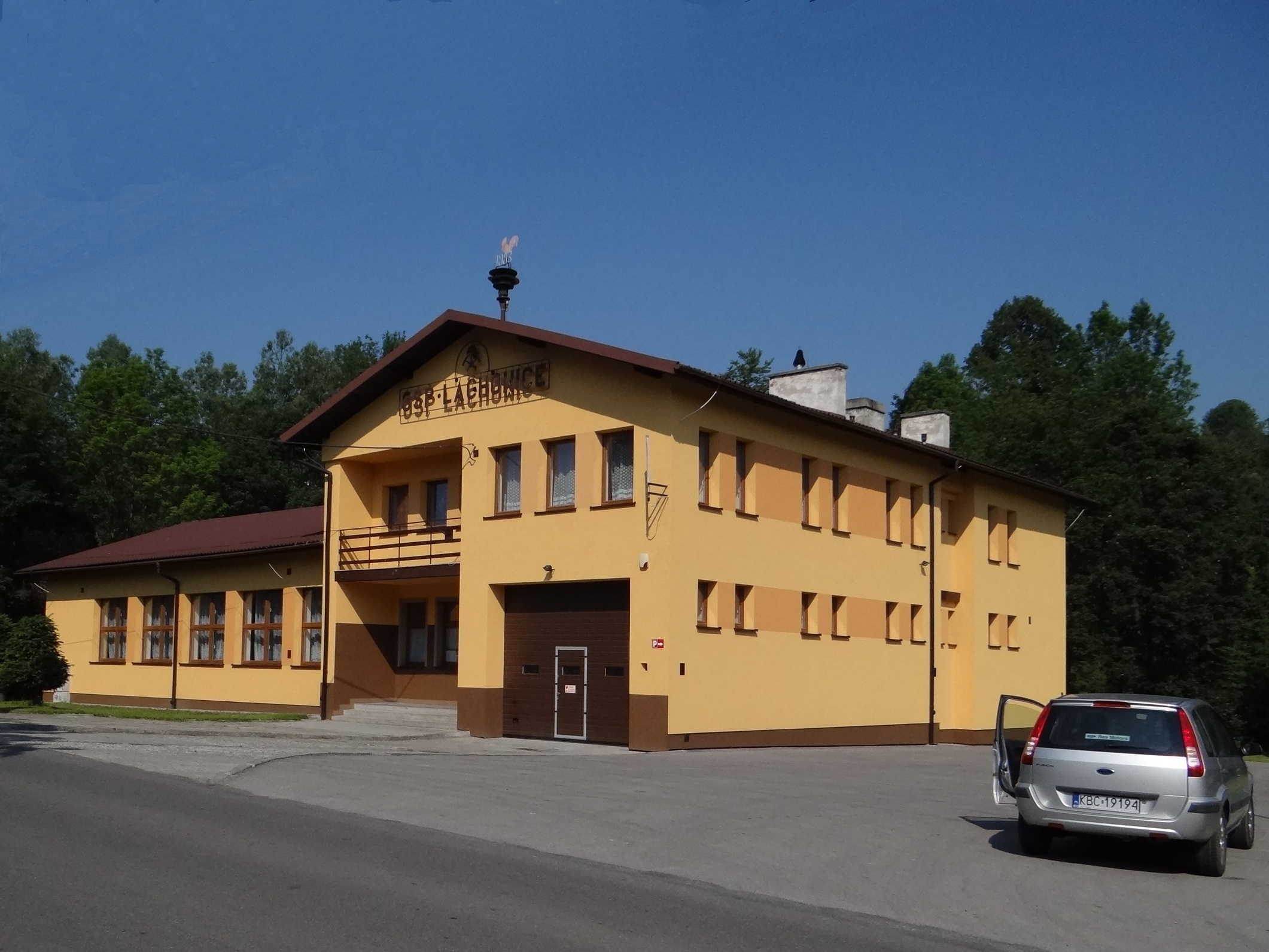
OSP w Lachowicach Dolnych
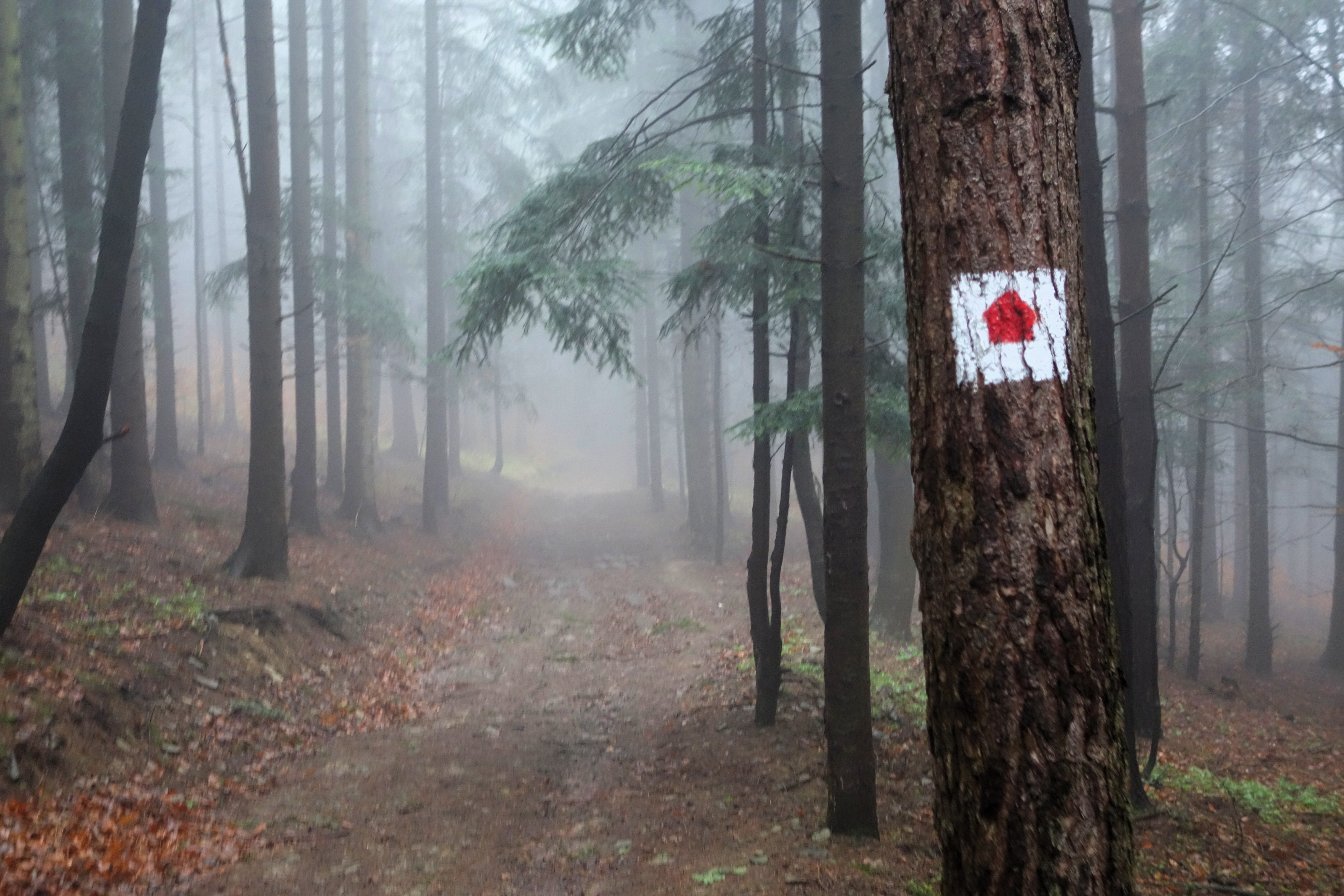
Szlak chatkowy na Chatkę Studencką
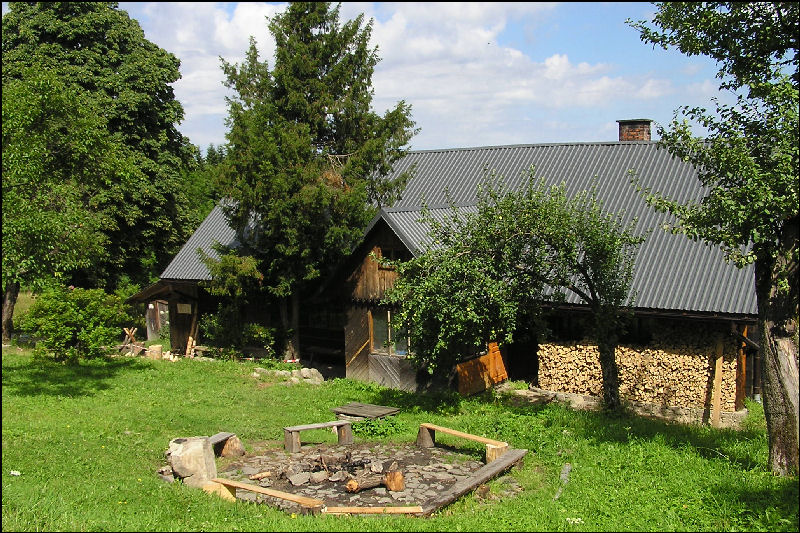
Chatka studencka SST „Pod Solniskiem”
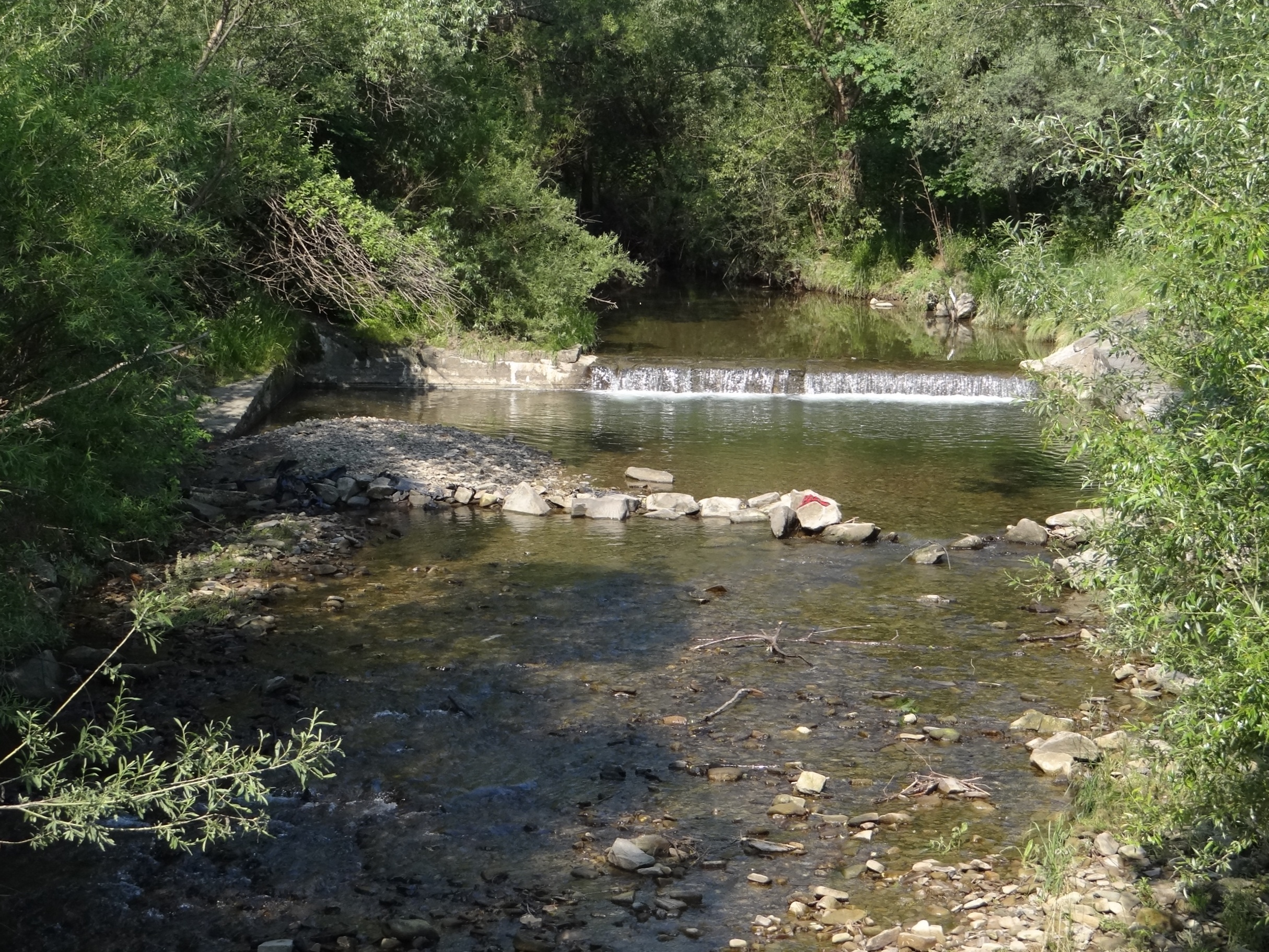
Potok Lachówka
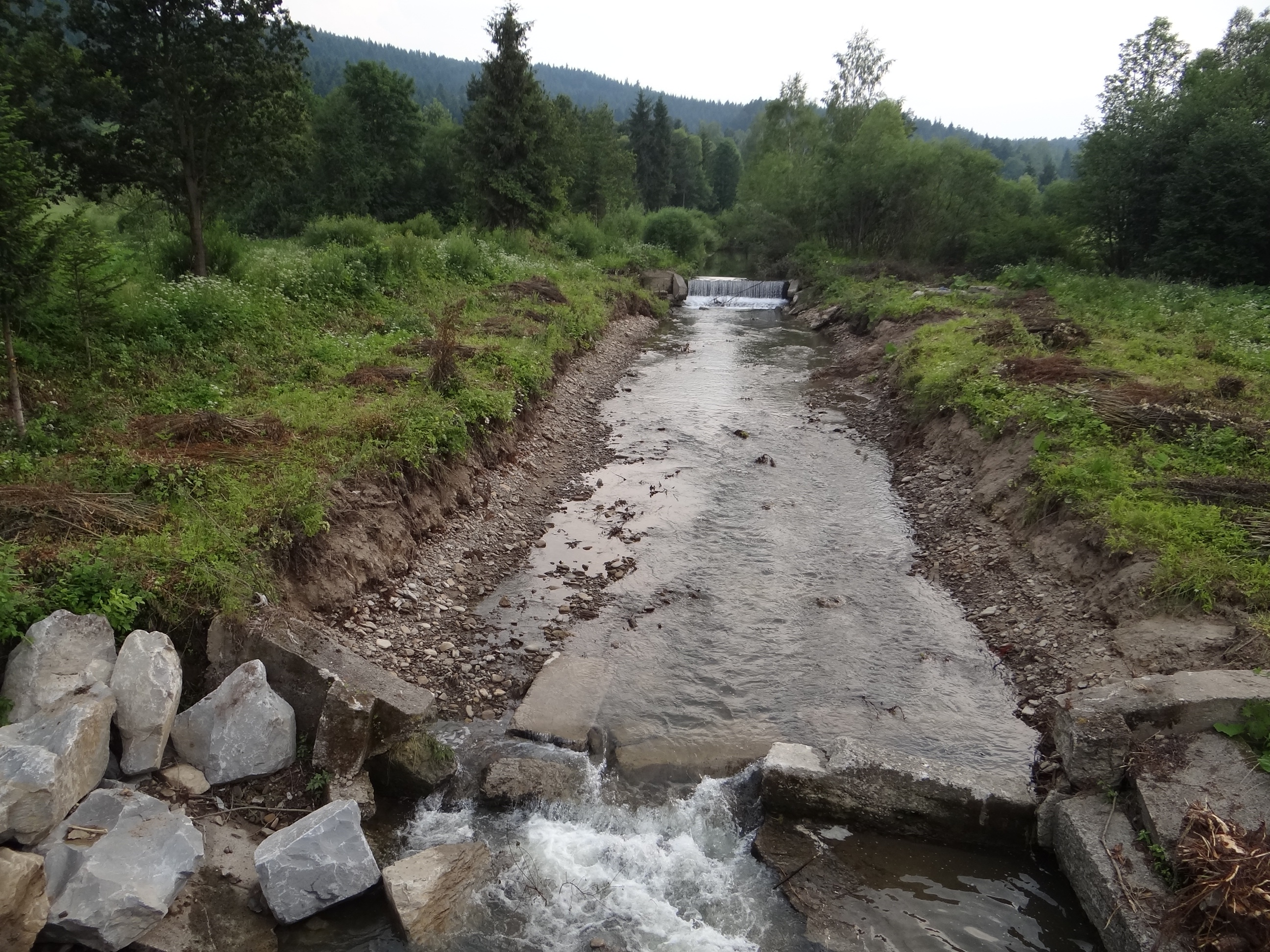
Rzeka Kocońka (dopływ Lachówki)
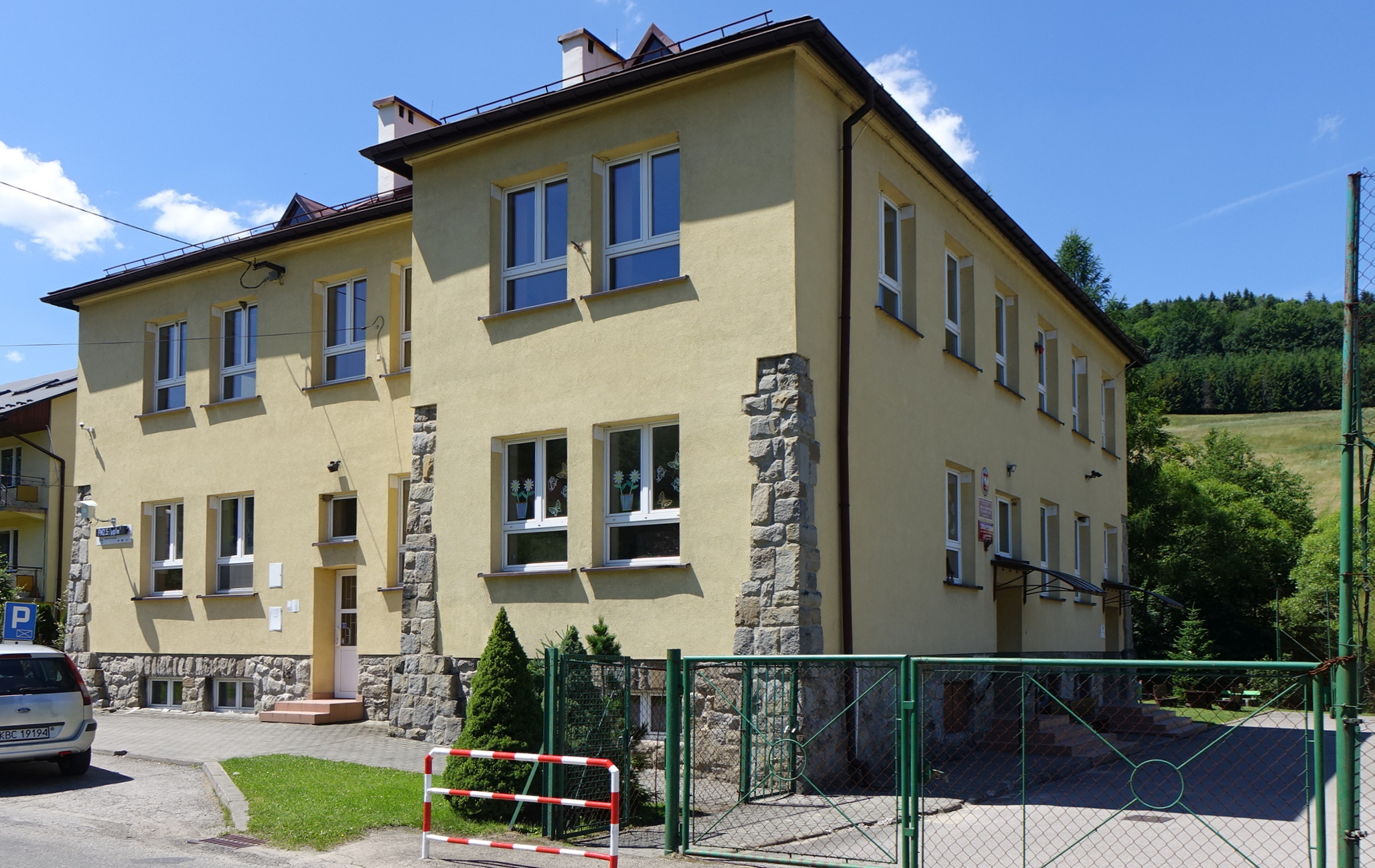
Szkoła